# Дженкинс, Луиза Фриланд
Луиза Фриланд Дженкинс (англ. Louise Freeland Jenkins; 5 июля 1888, Фитчберг — 9 мая 1970, Нью-Хейвен (Коннектикут)) — американский астроном.

## Биография
Луиза Фриланд Дженкинс родилась в Фитчберге (Массачусетс) в 1888 году. Она училась в колледже Маунт-Холиок, получив в 1917 году магистерскую степень по астрономии. С 1911 года она работала ассистентом по астрономии в Маунт-Холиок и вычислителем в обсерватории Аллегейни в Питтсбурге.
С 1917 по 1920 год Дженкинс занималась наблюдениями солнечных пятен. В 1919 году она стала членом Американской ассоциации наблюдателей переменных звёзд (American Association of Variable Star Observers). Кроме того, Дженкинс активно занималась миссионерской деятельностью: в 1920 году она отправилась в Японию, где преподавала английский язык и Библию в Женском христианском колледже. В Японии Дженкинс продолжала вести наблюдения переменных звёзд; кроме того, она создала клуб астрономов-любителей, с которыми ежемесячно посещала обсерваторию в Токио. В 1925 году умер отец Дженкинс, и она ненадолго приехала в США, однако уже в следующем году вновь отправилась в Японию, где преподавала в нескольких учебных заведениях.
Окончательно вернувшись в США в 1932 году, Дженкинс начала работать в обсерватории Йельского университета: вначале ассистентом, затем секретарём факультета и младшим редактором The Astronomical Journal (с 1942 по 1958 год). Она также принимала участие в работе по определению звёздных параллаксов и составлении (в соавторстве с Фрэнком Шлезингером) различных каталогов, в том числе второго издания Йельского каталога ярких звёзд и второго издания Общего каталога звёздных параллаксов. Третье издание этого каталога было полностью составлено Дженкинс. В 1962 году Дженкинс определила более 350 параллаксов звёзд, сфотографированных на станции Йельского университета в Йоханнесбурге.
В 1957 году Дженкинс в последний раз отправилась в Японию. Во время посещения Международного христианского университета она упала и сломала ногу, что привело к госпитализации на месяц. После этого Дженкинс вынуждена была вернуться в США, где продолжила заниматься своей основной деятельностью: определением звёздных параллаксов.
Луиза Фриланд Дженкинс умерла 9 мая 1970 года. В её честь был назван кратер на Луне.